# Wesolowskana
Wesolowskana là một chi nhện trong họ Salticidae.

## Các loài
Các loài:
- Wesolowskana lymphatica (Wesolowska, 1989)
- Wesolowskana marginella (Simon, 1883)